# Tricholosporum porphyrophyllum
Tricholosporum porphyrophyllum là một loài nấm trong họ Tricholomataceae. Loài này được tìm thấy ở châu Á.